# Alan Parsons
 (mars 2022).
Si vous disposez d'ouvrages ou d'articles de référence ou si vous connaissez des sites web de qualité traitant du thème abordé ici, merci de compléter l'article en donnant les références utiles à sa vérifiabilité et en les liant à la section « Notes et références ».
Pour les articles homonymes, voir Parsons.
Alan Parsons, né le 20 décembre 1948 dans le quartier londonien de Willesden, est un musicien, ingénieur du son et producteur anglais. Il est surtout connu pour avoir fondé avec l'écossais Eric Woolfson le groupe Alan Parsons Project.

## Biographie
Il est né à Willesden, un quartier du district londonien de Brent.

### Derrière la console
Alan Parsons commence sa carrière chez EMI en tant qu'ingénieur du son et passe rapidement à l'enregistrement des musiciens et des groupes de rock aux studios d'Abbey Road. Il entame sa collaboration avec les Beatles le 23 janvier 1969 comme opérateur de ruban sur l'album Let It Be, ainsi que lors de leur concert sur le toit de l'immeuble d'Apple Records en janvier 1969. Il fait aussi partie de l'équipe technique pour l'album Abbey Road.
Sa notoriété étant désormais assurée dans le milieu musical, Parsons travaille alors avec Al Stewart sur Year of the Cat, Paul McCartney sur Wild Life et Red Rose Speedway, ainsi que Pink Floyd, sur Atom Heart Mother en tant qu'assistant ingénieur du son, puis sur The Dark Side of the Moon en 1973. En 1974, il produit le premier album du nouveau groupe Pilot (en), From the Album of the Same Name (en), duquel est tiré le succès Magic (en). Deux autres albums Second Flight en 1975 et Two's A Crowd en 1977 sont produits par Parsons ; entre-temps, les musiciens de Pilot sont invités à jouer avec le groupe The Alan Parsons Project.

### The Alan Parsons Project
En 1976, Parsons fonde son propre groupe avec Eric Woolfson : The Alan Parsons Project. Leur premier album est Tales of Mystery and Imagination, en hommage à l'écrivain Edgar Allan Poe, une réalisation qui les fait connaître aux États-Unis. Leur deuxième album est lui aussi inspiré par la littérature puisqu'il s'agit de I Robot, tiré du livre I, Robot d'Isaac Asimov. Par la suite, le succès se prolonge avec Pyramid en 1978. Cela leur permet d'enregistrer Eve à Nice. Ils enregistrent ensuite The Turn of a Friendly Card à Paris. En 1982, ils sortent Eye in the Sky, leur plus grand succès, dont la chanson titre (numéro trois aux États-Unis) ne se démodera pas. Puis Ammonia Avenue, dont est tiré un autre de leur plus grands succès : Don't Answer Me en 1984. Suivent Vulture Culture en 1985, Stereotomy en 1986 et Gaudi en 1987. Il collabore aussi très activement à un autre album : Freudiana, sorti en 1990, réalisé par son ex-« complice » Eric Woolfson. Parsons travaille également sur la bande originale du film Ladyhawke produite par son chef d'orchestre attitré, Andrew Powell.
Il collabore ensuite à d'autres albums et abandonne le nom de The Alan Parsons Project pour celui d'Alan Parsons, à la suite du départ d'Eric Woolfson. En 1994, il sort Try Anything Once, puis en 1996, On Air qui sort en deux versions (CD DTS 5.1 et CD plus cédérom bonus), puis The Time Machine (en) en 1999, auquel participent, entre autres, Tony Hadley (le chanteur de Spandau Ballet) sur la chanson Out of the Blue, Máire Brennan (chanteuse et harpiste de Clannad) sur la pièce The Call of the Wild, et Beverley Craven sur The Very Last Time. En 2004, Parsons rassemble plusieurs de ses collaborateurs habituels pour créer l'album A Valid Path, de facture techno-pop. On y retrouve des reprises de Mammagamma (originellement sur Eye in the Sky) et de A Dream Within a Dream / The Raven (d'abord sur Tales of Mystery and Imagination). Sur ce dernier album en date, il accueille également de nombreux invités dont David Gilmour (guitariste de Pink Floyd) sur Return to Tunguska, ou même John Cleese des Monty Python sur Chomolungma.
Certains membres du Project ont formé Keats (en) et n'enregistrent qu'un seul album identifié simplement au nom du groupe. Produit par Parsons, les musiciens présents sont Peter Bardens du groupe Camel aux claviers et Colin Blunstone au chant, accompagnant Ian Bairnson aux guitares, David Paton à la basse et Stuart Elliot à la batterie. L'album contient aussi une entrevue de seize minutes avec Parsons et Bairnson.
Aujourd'hui, Alan Parsons est un ingénieur du son reconnu, travaillant avec les dernières technologies, dont le format multipistes 5.1. Il vit à Santa Barbara en Californie avec sa famille.
Le groupe The Alan Parsons Project a paradoxalement connu peu de succès dans son pays d'origine, la Grande-Bretagne, ses meilleures ventes ayant eu lieu en Europe continentale (notamment en France et en Allemagne), ainsi qu'en Amérique du Nord.

## Retour à une carrière solo
En 2013, Alan Parsons est producteur associé et ingénieur du son sur le troisième album solo de Steven Wilson (chanteur du groupe new prog / metal progressif Porcupine Tree), intitulé The Raven That Refused to Sing (And Other Stories). Outre Wilson aux chant, claviers et guitare, on retrouve Guthrie Govan à la guitare, Marco Minnemann à la batterie, Nick Beggs à la basse, au stick et aux chœurs, ainsi que Jakko Jakszyk au chant sur deux titres.
En 2019, Alan Parsons sort The Secret, sur le label Frontiers Records. On y entend, entre autres : Jason Mraz, Lou Gramm, P.J. Olsson, Steve Hackett, Ian Bairnson, Nathan East, Vinnie Colaiuta.
Le 15 juillet 2022, un nouvel album est publié sur le même label, intitulé From the New World. Il met encore une fois en vedette plusieurs musiciens invités tels que Joe Bonamassa, David Pack (en) et James Durbin. La sortie de l'album devait coïncider avec une série de concerts en Europe mais l’état de santé d’Alan Parsons l’a contraint à annuler sa tournée.
Des rééditions en vinyle 180 grammes des albums I Robot et Eye in the Sky ont aussi été annoncées pour cette même année.

## Discographie

### The Alan Parsons Project
- 1976 : Tales of Mystery and Imagination
- 1977 : I Robot
- 1978 : Pyramid
- 1979 : Eve
- 1980 : The Turn of a Friendly Card
- 1982 : Eye in the Sky
- 1984 : Ammonia Avenue
- 1985 : Vulture Culture
- 1985 : Stereotomy
- 1987 : Gaudi
- 2014 : The Sicilian Defence

### Compilations
- 1983 : The Best of the Alan Parsons Project
- 1988 : The Best of the Alan Parsons Project, Vol. 2
- 1988 : The Instrumental Works
- 1995 : Extended Versions: The Encore Collection Live
- 1997 : The Definitive Collection
- 1999 : Master Hits - The Alan Parsons Project
- 1999 : Greatest Hits Live = Best of Live
- 1999 : Eye in the Sky – Encore Collection
- 2000 : Gold
- 2002 : Works
- 2007 : The Essential - 2 CD

### Alan Parsons

#### Albums studio
- 1993 : Try Anything Once
- 1995 : On Air
- 1999 : The Time Machine (en)
- 2004 : A Valid Path - Avec David Gilmour, guitare sur Return to Tunguska
- 2019 : The Secret - Avec Steve Hackett, Nathan East, Lou Gramm, etc
- 2022 : From The New World avec Joe Bonamassa, Tommy Shaw, David Pack, Mika Larson

#### Albums en public
- 2004 : Eye 2 Eye: Live in Madrid
- 2013 : LiveSpan
- 2016 : The Alan Parsons Symphonic Project: Live In Colombia
- 2021 : The Neverending Show: Live In The Netherlands
- 2022 : One Note Symphony: Live In Tel Aviv (With the Israel Philharmonic Orchestra)

#### Disques techniques
- 1993 : Alan Parsons & Stephen Court - Sound Check - Disque de sons pour réglages et contrôles de chaînes Hi-Fi (92 pistes)
- 1995 : Alan Parsons & Stephen Court - Sound Check 2 - Disque de sons pour réglages et contrôles de chaînes Hi-Fi (99 pistes)

### Ingénieur du son
- 1969 : Abbey Road (The Beatles)
- 1970 : Let It Be (The Beatles)
- 1970 : Atom Heart Mother (Pink Floyd)
- 1971 : Stormcock (Roy Harper)
- 1971 : Wild Life (Wings)
- 1973 : Red Rose Speedway (Wings)
- 1973 : The Dark Side of the Moon (Pink Floyd)
- 1974 : Hollies (The Hollies)
- 1975 : Another Night (The Hollies)
- 1975 : Ambrosia (Ambrosia)
- 1976 : Year of the Cat (Al Stewart)
- 1978 : Time Passages (Al Stewart)
- 2013 : The Raven That Refused to Sing (And Other Stories) (Steven Wilson)

### Producteur
- 1975 : From the Album of the Same Name (Pilot)
- 1975 : The Psychomodo (Cockney Rebel)
- 1975 : The Best Years of Our Lives (Steve Harley and Cockney Rebel)
- 1975 : Second Flight (Pilot)
- 1975 : Modern Times (Al Stewart)
- 1976 : Rebel (John Miles)
- 1976 : Year of the Cat (Al Stewart)
- 1976 : Somewhere I've Never Travelled (Ambrosia)
- 1978 : Time Passages (Al Stewart)
- 1979 : Lenny Zakatek (Lenny Zakatek)
- 1984 : Keats (Keats)
- 1985 : Ladyhawke (Andrew Powell)
- 1990 : Freudiana (Eric Woolfson)
- 1993 : Symphonic Music of Yes (London Philharmonic Orchestra)
- 2012 : Grand Ukulele (Jake Shimabukuro)
- 2013 : The Raven That Refused to Sing (And Other Stories) (Steven Wilson)
- 2017 : Blackfield V (Blackfield)